# Salmo 115
Il salmo 115 costituisce il centoquindicesimo capitolo del Libro dei salmi.